# Anne Fakhouri
 (août 2022).
Si vous disposez d'ouvrages ou d'articles de référence ou si vous connaissez des sites web de qualité traitant du thème abordé ici, merci de compléter l'article en donnant les références utiles à sa vérifiabilité et en les liant à la section « Notes et références ».
Œuvres principales
- Le Clairvoyage

Anne Fakhouri, née le 3 mars 1974 dans le 15e arrondissement de Paris et morte le 9 novembre 2022 à Rennes, est une autrice française de fantasy et de fantastique. Elle publie également de la chick lit sous les pseudonymes d'Elie Grimes et de Hannah Bennett.

## Biographie
Elle écrit de la poésie dès son adolescence, puis fait ses études à la Sorbonne, où elle obtient une maîtrise de lettre. Elle exerce ensuite en tant que professeure de lettre au collège en région parisienne puis à Rennes. Elle se marie et a deux filles, Brune et Aliénor. 

## Carrière littéraire
En 2008, les éditions L'Atalante publient le premier roman d'Anne Fakhouri, un diptyque pour la jeunesse, Le Clairvoyage et La Brume des jours, pour lequel lui sera décerné le grand prix de l'Imaginaire 2010. Les aventures de Clara transportent ses lecteurs dans un monde magique et préfigurent ce que sera l'œuvre d'Anne Fakhouri tout au long de ses seize romans[réf. nécessaire]. 
En 2011, elle s'oriente vers des thématiques plus noires. Avec Narcogenèse, un thriller fantastique pour adultes, les sorcières côtoient les flics et le marchand de sable tue les enfants en perdition. Elle publie aussi deux romans pour jeunes sous forme de thrillers engagés en 2013 et 2015  : Hantés et Piégés. Ils abordent le thème des enfants soldats et celui du trafic d'œuvres d'art en suivant un flic, Samuel, et son fils Darius.
Anne Fakhouri revient à la fantasy en 2015, avec American Fay qui se déroule dans un Chicago des années 1920 à la suite d'un gang de chasseurs de fées, les No ears four. 
À partir de 2017, elle écrit surtout des comédies romantiques pour jeunes et pour adultes sous pseudonymes, en particulier, les séries Harper et Les gentilles filles vont au paradis, les autres là où elles veulent qui permettent de suivre les tribulations de l'adolescence éponyme et les déboires d'une cheffe new-yorkaise. 
Son dernier livre écrit en 2022, Trois battements, un silence, est un road trip fulgurant baigné de musique rock, dans un univers féérique débridé qui fait la part belle à la légende de Mélusine. 
Anne Fakhouri décède d'une longue maladie fin 2022.

## Publications

### Romans jeunesse
- Le Clairvoyage, L'Atalante, 2008  (ISBN 978-2-84172-448-2)Grand prix de l'Imaginaire 2010.
- La Brume des jours, L'Atalante, 2009  (ISBN 978-2-84172-459-8)Grand prix de l'Imaginaire 2010.
- L'Horloge du temps perdu, 2013  (ISBN 978-2-84172-634-9).
- Hantés, Rageot, 2013  (ISBN 978-2-7002-4309-3)Prix Futuriales des Lycéens 2014.
- Piégés, Rageot, 2015  (ISBN 978-2-7002-4734-3).

#### Sous le nom de Hannah Bennett

##### SérieHarper
- Harper in summer, Rageot, 2017  (ISBN 978-2-7002-5337-5).
- Harper in fall (in love), Rageot, 2018  (ISBN 978-2-7002-5921-6).
- Harper in winter, Rageot, 2018  (ISBN 978-2-7002-5922-3).
- Harper in spring, Rageot, 2019  (ISBN 978-2-7002-5920-9).
- Harper (15 ans). 1 : Les Secrets, Hachette Jeunesse, 2021  (ISBN 978-2-01-715504-1).
- Harper (15 ans). 2 : Les Choix, Hachette jeunesse, 2021  (ISBN 978-2-01-715512-6).
- Harper (15 ans). 3 : Les Espoirs, Hachette Jeunesse, 2022  (ISBN 978-2-01-716421-0).
- Harper (15 ans). 4 : Les Questions, Hachette jeunesse, 2022  (ISBN 978-2-01-716422-7).

##### SériePrudence
- Prudence et sa famille improbable, Rageot, 2020  (ISBN 978-2-7002-7538-4).

##### Autre
- L'Été où Leo Rubinstein m'a quittée, Rageot, 2021  (ISBN 978-2-7002-7668-8).

### Romans adultes
- Narcogenèse, L'Atalante, 2011  (ISBN 978-2-84172-537-3).
- American Fays, Éditions Critic, 2014  (ISBN 979-10-90648-33-3)Écrit avec Xavier Dollo..
- Trois battements, un silence, Argyll, 2023  (ISBN 978-2-492403-74-3).

#### Sous le nom d'Elie Grimes
- Les gentilles filles vont au paradis, les autres là où elles veulent, Préludes, 2017  (ISBN 978-2-253-10784-2).
- Mrs Stafford et le Capitaine Conrad, BMR, 2021  (ISBN 978-2-01-717042-6).

### Traductions étrangères
- Las chicas malas besan mejor, Suma, 2018  (ISBN 978-84-9129-227-2) traduction Espagnole de Les gentilles filles vont au paradis, les autres là où elles veulent, Préludes, 2017  (ISBN 978-2-253-10784-2).
- Love is like a souffle, Sassy Fiction, 2018  (ISBN 978-0-9997-1693-9) traduction Américaine de Les gentilles filles vont au paradis, les autres là où elles veulent, Préludes, 2017  (ISBN 978-2-253-10784-2).
- Hodný holky líbaj líp, XYZ, 2018  (ISBN 978-80-7597-133-3) traduction Tchèque de Les gentilles filles vont au paradis, les autres là où elles veulent, Préludes, 2017  (ISBN 978-2-253-10784-2).
- Do raju idą tylko grzeczne dziewczynki, a niegrzeczne tam, gdzie chcą, Muza, 2018  (ISBN 978-83-287-0876-1) traduction Polonaise de Les gentilles filles vont au paradis, les autres là où elles veulent, Préludes, 2017  (ISBN 978-2-253-10784-2).

### Nouvelles
- La Mère Léon, ville de Reims, 2009.
- Le temps nous est compté, ville de Reims, 2010.
- Au cœur du Dragon, in Reines et Dragons, Mnémos, 2012  (ISBN 978-2-35408-139-3), anthologie officielle des Imaginales (Sylvie Miller & Lionel Davoust).
- Ce que chuchotait l'eau, in Et d'Avalon à Camelot, Terre de Brume, 2012  (ISBN 978-2-84362-480-3) (Lucie Chenu).
- Sleeping Beauty, in Destination Univers, Griffe d'encre, 2012  (ISBN 978-2-917718-31-5), anthologie officielle du festival de Bagneux (Jeanne-A Debats, Jean-Claude Dunyach).
- Du rififi entre les oreilles, in Elfes et assassins, Mnémos, 2013  (ISBN 978-2-35408-156-0), anthologie officielle des Imaginales (Sylvie Miller & Lionel Davoust).
- Je crois que Chevalerie y sera, in Lancelot, ActuSF, 2014  (ISBN 978-2-917689-63-9).
- Ci-gît mon cœur, in Bardes et Sirènes, Mnémos, 2014  (ISBN 978-2-35408-178-2), anthologie officielle des Imaginales (Sylvie Miller & Lionel Davoust).
- Un coin de son esprit, in Rêver 2074, Comité Colbert, 2014  (ISBN 978-2-9501898-6-8).
- Amour entérines, in Dimension Brocéliande, Rivière Blanche, 2017  (ISBN 978-1-61227-671-7).

### Anthologies
- Au travers du labyrinthe, ActuSF, 2005  (ISBN 978-2-9522502-0-7).
- Fugue en ogre mineur, ActuSF, 2006  (ISBN 978-2-9522502-3-8).
- Fées dans la ville, ActuSF, 2009  (ISBN 978-2-917689-18-9).

### Essai
- Le Petit Guide à trimbaler de la fantasy, ActuSF, 2007  (ISBN 978-2-9522502-6-9).

## Récompenses
- Grand prix de l'Imaginaire 2010 pour Le Clairvoyage et La Brume des jours
- Prix Futuriales des Lycéens 2014 pour Hantés[6]